# De gewetenloze erfgenamen
De gewetenloze erfgenamen is het derde stripalbum uit de stripreeks Jeremiah. Het album is geschreven en getekend door Hermann Huppen. Van dit album verschenen tot nu toe vier drukken, o.m. bij uitgeverij Harko Magazines en Novedi in 1980, Novedi in 1983, en bij uitgeverij Dupuis in de collectie Spotlight, in 1993, 2001.

## Inhoud
Om in hun levensonderhoud te kunnen voorzien zoeken Jeremiah en Kurdy naar werk, maar zonder veel resultaten. Uiteindelijk vinden ze werk op de ranch van Nathan Bancroft die geleid wordt door zijn voorman Alvis Trenton. Nathan is ernstig ziek en alleen zijn twee pleegkinderen mogen hem zien. De boeren worden door Trenton van hun land verjaagd en gedwongen om op de landerijen van de ranch te werken voor en appel en een ei. Jeremia komt in verzet tegen deze "uitbuiting".